# Grand Prix de Wallonie 1999
Il Grand Prix de Wallonie 1999, quarantesima edizione della corsa, si svolse il 13 maggio 1999 su un percorso di 196 km, con partenza da Jambes e arrivo a Namur. Fu vinto dall'australiano Patrick Jonker della Rabobank davanti all'olandese Leon van Bon e all'olandese Koos Moerenhout.

## Ordine d'arrivo (Top 10)
| Pos. | Corridore          | Squadra                     | Tempo    |
| ---- | ------------------ | --------------------------- | -------- |
| 1    | Patrick Jonker     | Rabobank                    | 4h41'45" |
| 2    | Leon van Bon       | Rabobank                    | a 38"    |
| 3    | Koos Moerenhout    | Rabobank                    | a 40"    |
| 4    | Michael Blaudzun   | Team Home-Jack & Jones      | a 58"    |
| 5    | François Simon     | Crédit Agricole             | a 2'21"  |
| 6    | Stéphane Heulot    | FDJ                         | s.t.     |
| 7    | Mikael Holst Kyneb | Team Home-Jack & Jones      | s.t.     |
| 8    | Jan Boven          | Rabobank                    | s.t.     |
| 9    | Christophe Oriol   | Casino                      | s.t.     |
| 10   | Stive Vermaut      | Vlaanderen 2002-Eddy Merckx | s.t.     |